# Calidão

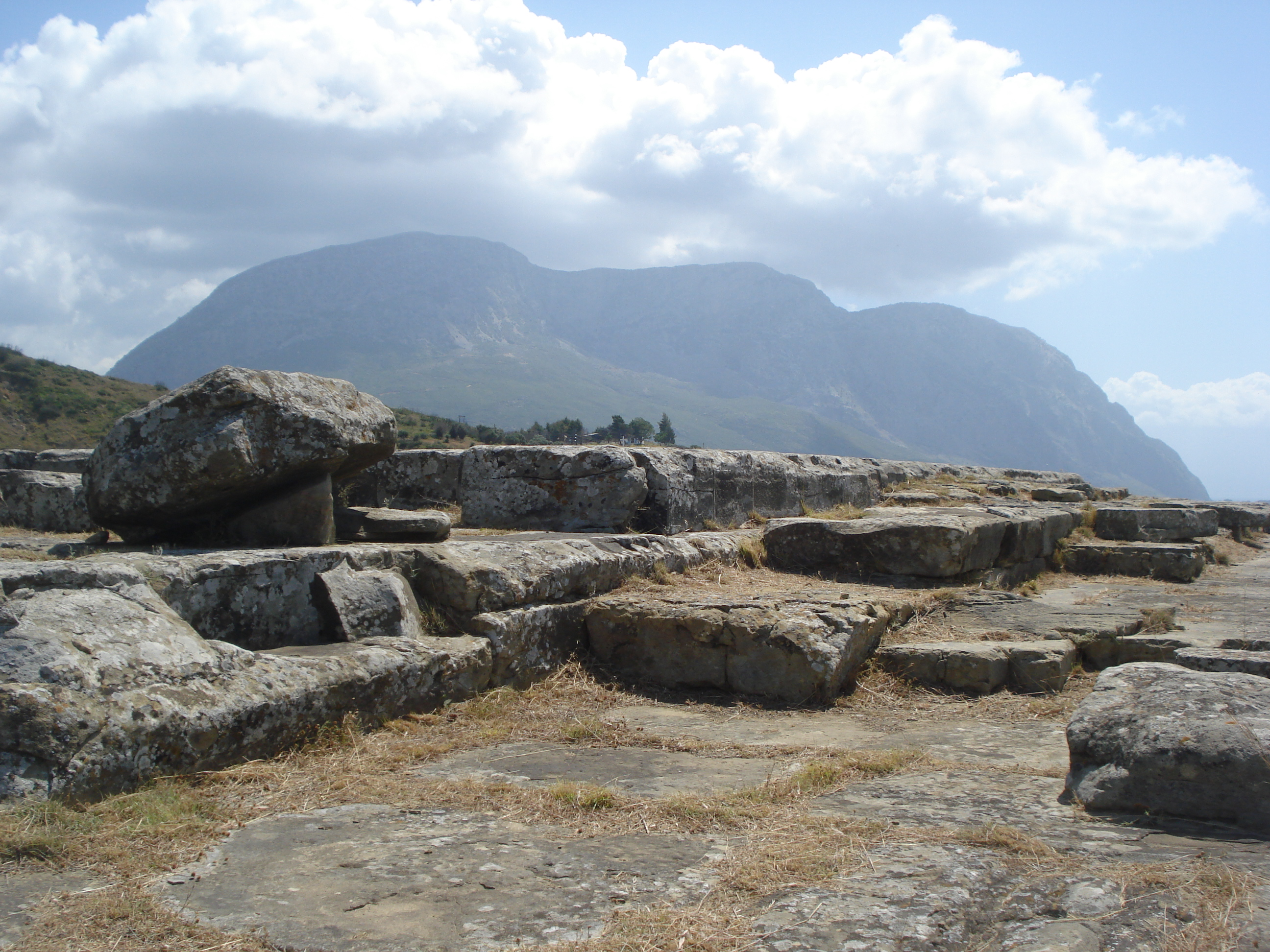
Imagem das ruínas da cidade grega antiga. A cidade de Calidão

Calidão ou Cálidon (em grego:  Καλυδών - Calydon) foi uma cidade grega situada na região da Etólia.

## Mitologia
A cidade foi fundada por Calidão, filho de Étolo e Pronoe, filha de Forbo.
O episódio mais importante foi a caçada ao javali calidônio, no qual participaram vários heróis. A caçada ocorreu durante o reinado de Eneu, filho de Portaon..
Ágrio, outro filho de Partaon, vendo que Eneu não tinha filhos, expulsou-o do reino. Depois da Guerra de Troia, Diomedes, filho de Tideu e Deipile, sabendo que seu avô havia sido expulso do reino, uniu-se a Estênelo, filho de Capaneu, lutou com Licopeu, filho de Ágrio, matou-o, e expulsou Ágrio, restaurando o reino a Eneu.

## História
O rei espartano Agesilau II socorreu Calidão quando esta foi atacada pelos acarnanianos.
A cidade tinha um altar em honra a Ártemis Láfria; esta imagem foi levada para Patras na época de Augusto (r. 27 a.C.-14 d.C.), quando a Etólia foi devastada.